# Santa Luzia (Manhuaçu)
Santa Luzia é um bairro do município brasileiro de Manhuaçu, no interior do estado de Minas Gerais. É o maior bairro da cidade, muito popular e com a topografia muito acidentada. Localiza-se ao lado da BR-262. Chama a atenção pelas casas sem reboco, o que tem sido modificado graças ao empenho de um grupo dedicado a modificar a visão geral da cidade.
A localidade surgiu na segunda metade do século XX e sedia o Esporte Clube Santa Luzia. Outros pontos de referência são a Igreja de Santa Luzia, a Escola Municipal Sônia Maria Batista e a Escola Estatual Salime Nacif. A impressão que se tem quando se vê o bairro externamente é que as casas desafiam a gravidade pelas suas formas e locais de construção. Isso é perfeitamente modificado quando se entra no bairro, onde se pode ver ruas largas e com grande área de circulação. É também um dos bairros mais violentos da cidade.

## Galeria

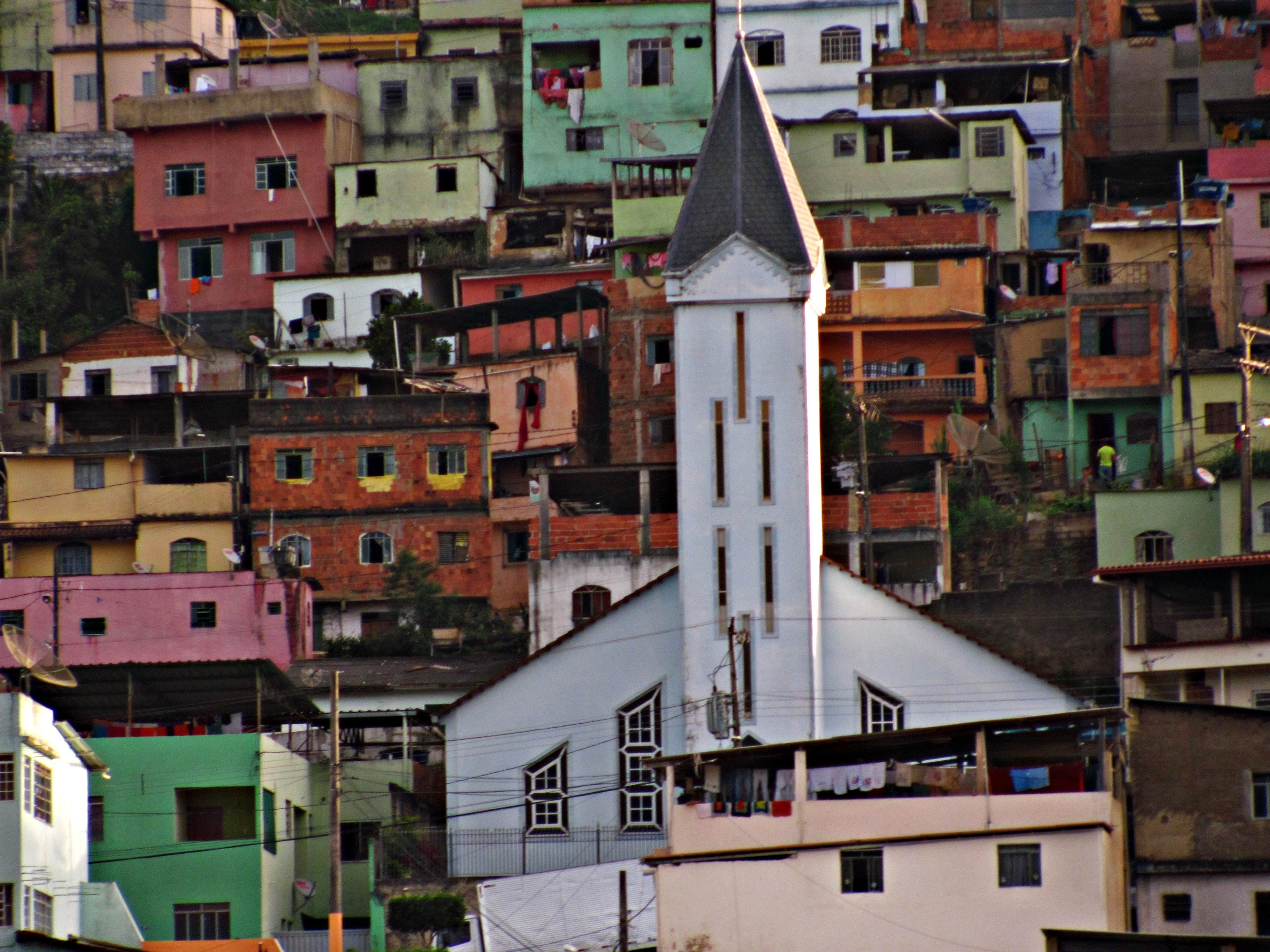
Igreja de Santa Luzia no centro do bairro
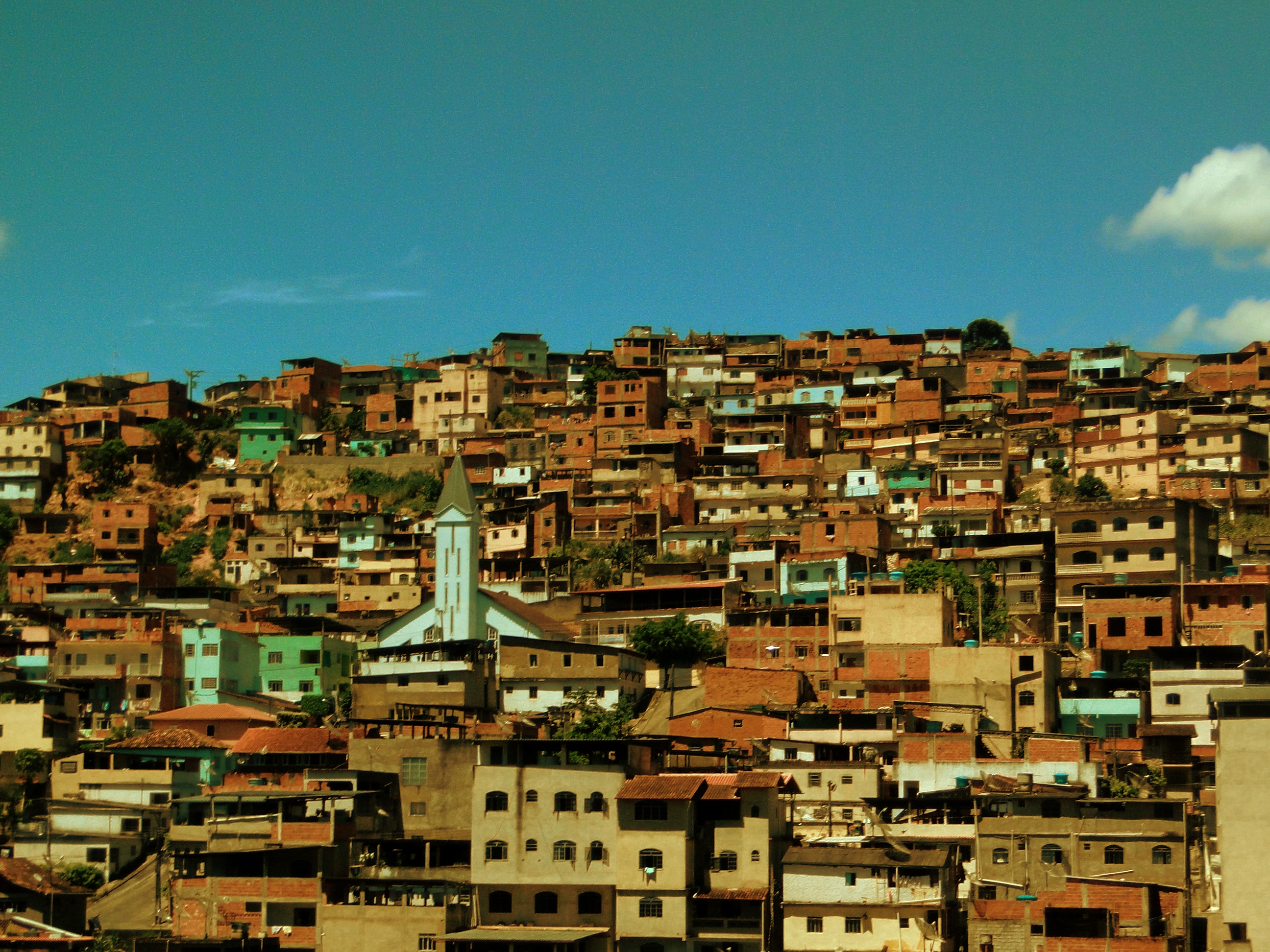
Bairro Santa Luzia se destaca nas serras em Manhuaçu
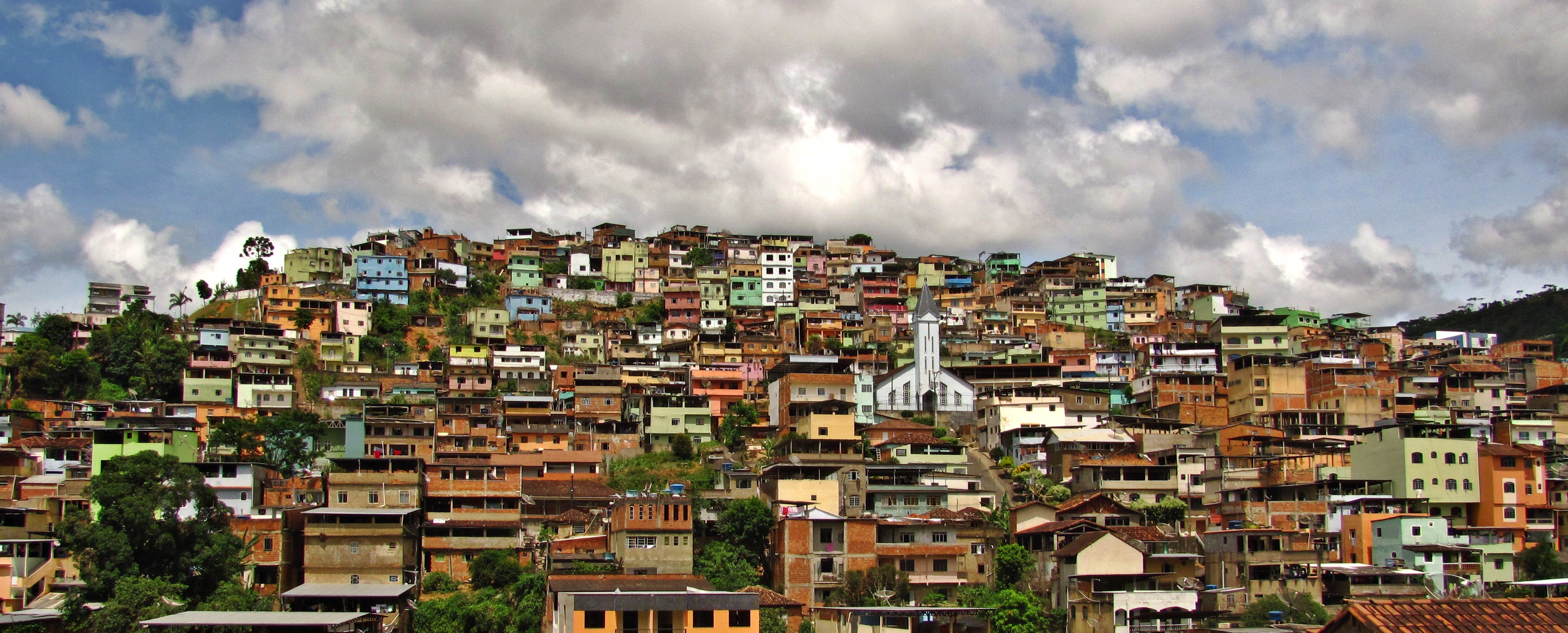
Bairro Santa Luzia